# Dzierżawy
Dzierżawy – wieś w Polsce, położona w województwie łódzkim, w powiecie poddębickim, w gminie Wartkowice.

## Części wsi
| SIMC    | Nazwa  | Rodzaj                         |
| ------- | ------ | ------------------------------ |
| 0716402 | Kresy  | część wsi                      |
| 0716419 | Lipa   | część wsi                      |
| 0716425 | Piachy | część wsi (zniesiona w 2023 r. |

## Historia
W 1553 wieś należała do powiatu szadkowskiego w województwie łęczyckim. W roku tym odnotowuje się dziewięć nazwisk drobnej szlachty, zamieszkującej zaścianek: Berzen, Lelieczek, Panek, Paysko, Radziński, Skora, Tuzinek, Wilk, Zaleski.
W latach 1975–1998 miejscowość administracyjnie należała do województwa sieradzkiego.
W Dzierżawach znajduje się parafia Miłosierdzia Bożego. Była ona erygowana w roku 1958, a kościół parafialny konsekrowano 25 maja 1988 r. Oryginalny budulec, z którego wzniesiono świątynię, jest marglem kredowym wydobywanym w kamieniołomach we wsi Różniatowice koło Dąbia nad Nerem.